# チシマネコノメソウ
チシマネコノメソウ（千島猫の目草、学名：Chrysosplenium kamtschaticum）は、ユキノシタ科ネコノメソウ属の多年草。

## 特徴
植物体は軟弱で、花茎の分岐点と葉腋を除いて無毛。4-6個の根出葉があり、ロゼット状につき、ふつう花時まで残る。花後に、根出葉の腋から細長い地上性の走出枝をだして、その先にロゼットをつくる。花茎は高さ3-20cmになり、淡緑色か暗紅色をおびる。茎葉は1対が対生し、葉身は長さ3-10mmになる扇形で、基部はくさび形になって葉柄に流れ、上縁には5-7個の微細な低鋸歯がある。ときに茎葉をつけないこともある。
花期は4-6月。花序を取り囲む苞葉は、卵形から円形で、幅4-10mm、先端は円形、基部はくさび形となり、縁に不明瞭な低鋸歯があり、茎葉より大きい。花の径は3-4mmで、短い花柄がある。萼裂片は4個で花時に平開し、長さは1mmほどになり、卵形になり、色は黄緑色になる。花盤は淡黄緑色になり目立つ。花弁は無い。雄蕊は8個あり、長さ0.8mmほどで、花時に直立する。裂開直前の葯は鮮黄色または汚紅色をしている。子房は下位。花柱は2個あり、長さ約0.5mmで、花時に直立する。果実は朔果で2個の心皮は大きさが異なり、朔果の嘴は斜開する。種子は卵円形で、長さ0.8-0.9mm、縦に10数個の稜がある。

## 分布と生育環境
日本では、南千島、北海道、本州の近畿地方以北の日本海側に分布し、山地の温帯林におおわれた沢沿いの陰湿地に生育する。国外では、サハリン、千島列島、カムチャツカ半島に分布する。

## 名前の由来
和名チシマネコノメソウは、「千島猫の目草」の意。
種小名（種形容語）kamtschaticum は、「カムチャツカの」の意味。

## 類似の種
本種は、本州の福島県南部・関東地方・東海地方、四国、九州に分布し、温帯林におおわれた沢沿いの陰湿地に生育するイワネコノメソウ - Chrysosplenium echinus に似るが、同種と比べると、走出枝の先端につく葉はロゼットをつくること、葉や苞葉の鋸歯が鋭くなく不明瞭な低鋸歯であること、種子の稜に棍棒状突起がないこと、花時に根出葉が枯れないで残るでこと区別される。 

## ギャラリー

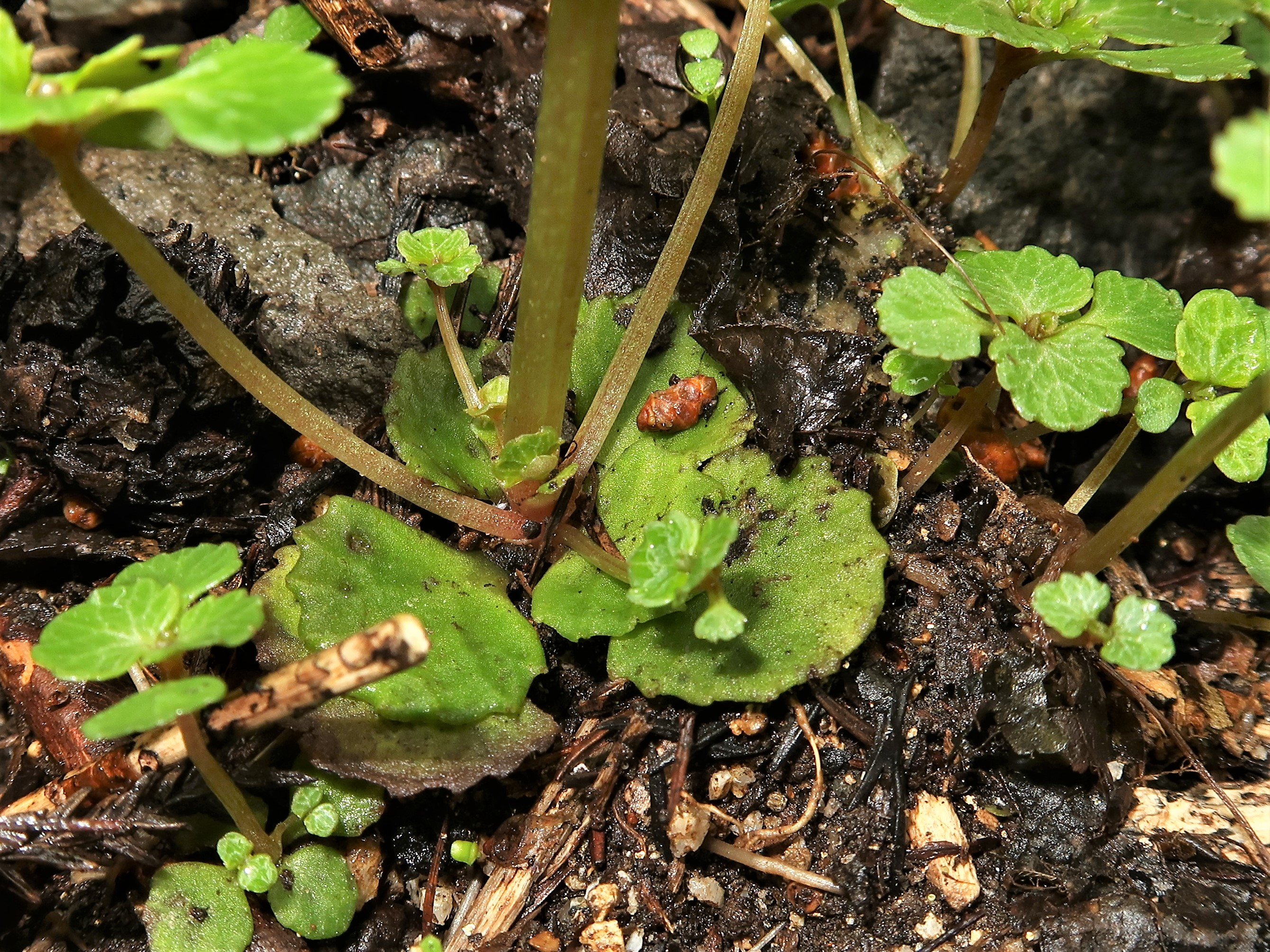
花時にも残るロゼット状の根出葉。
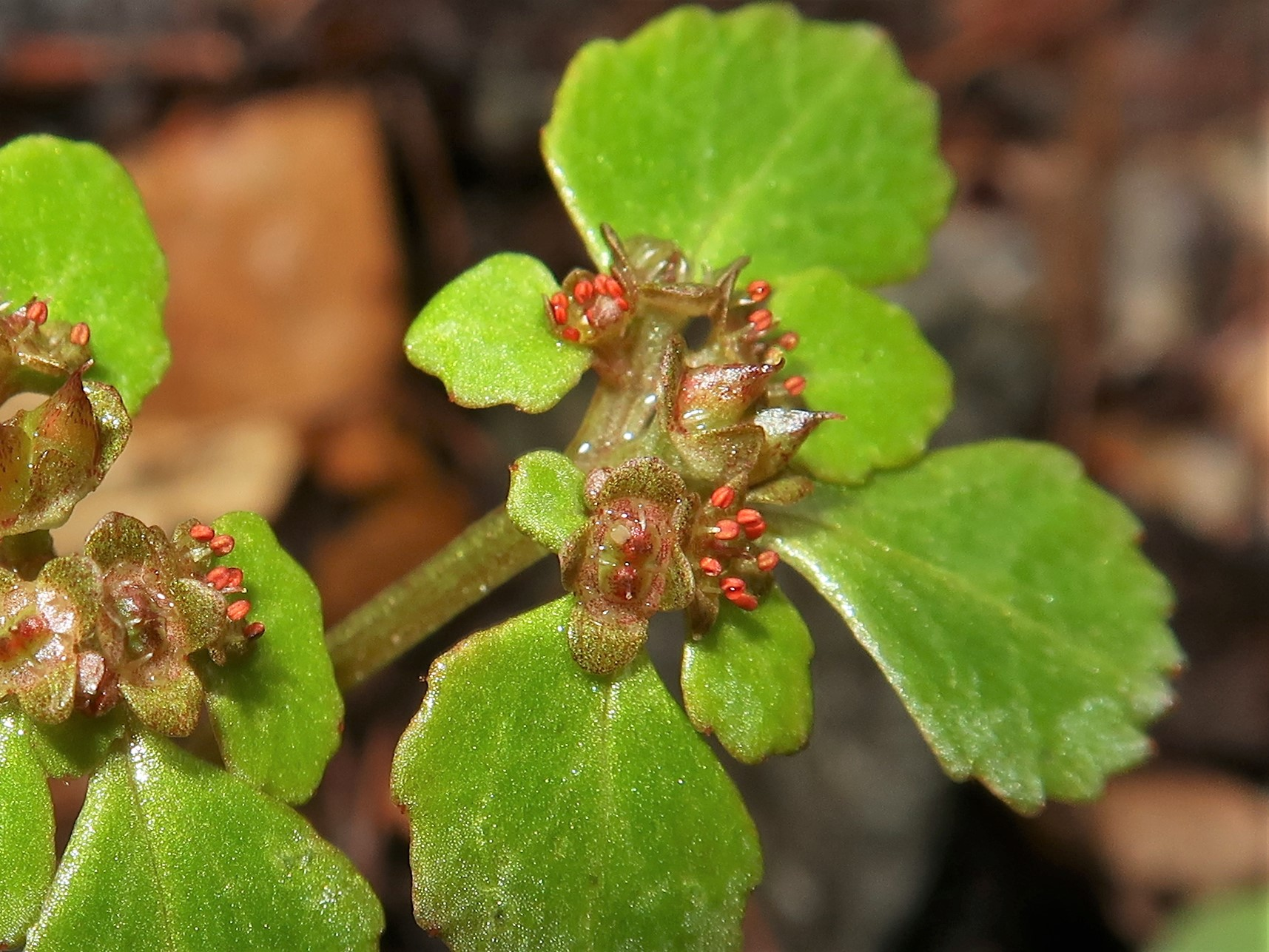
萼裂片は平開し、裂開直前葯は汚紅色をしている。
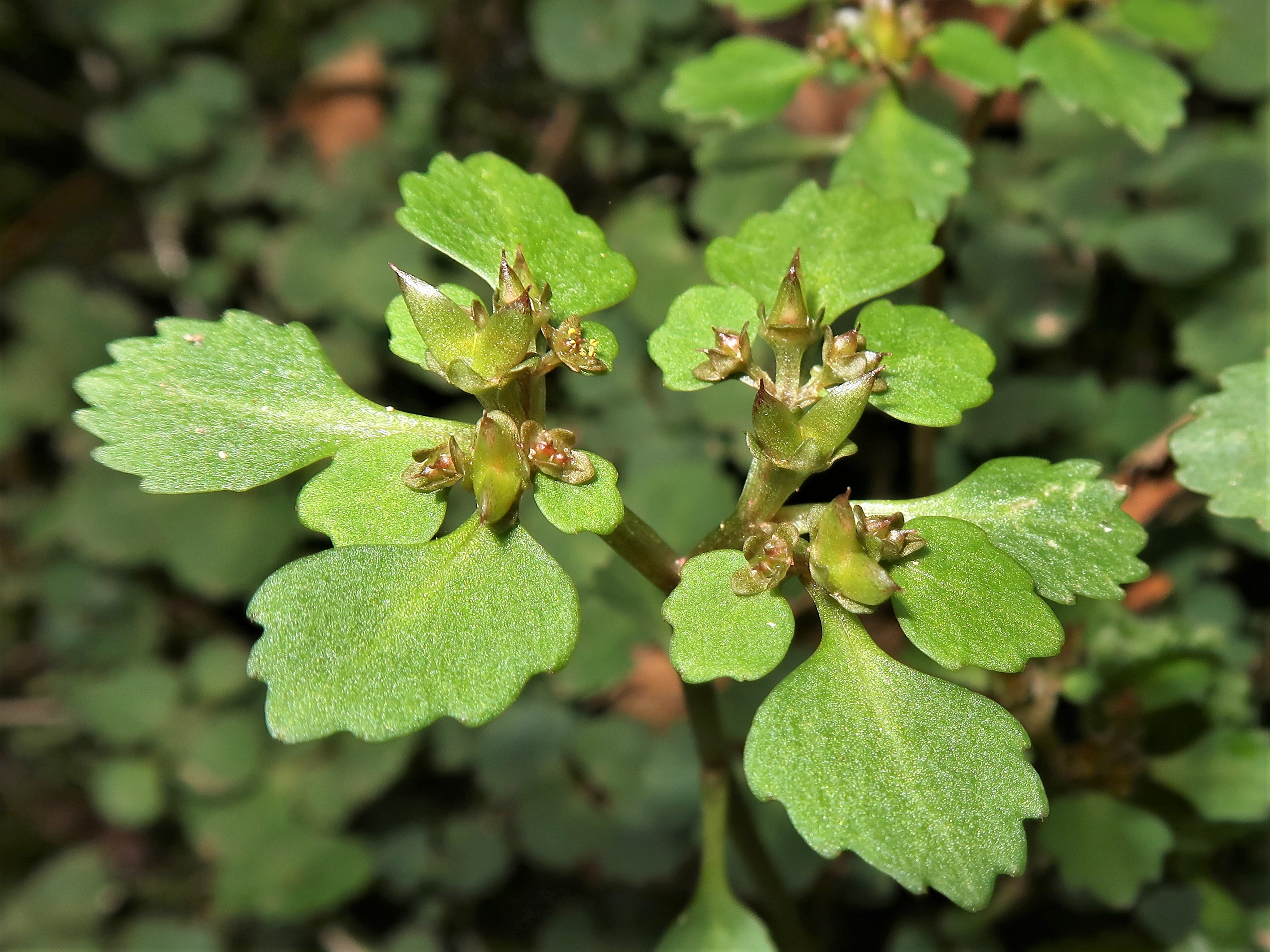
2個の朔果は大きさが異なる。
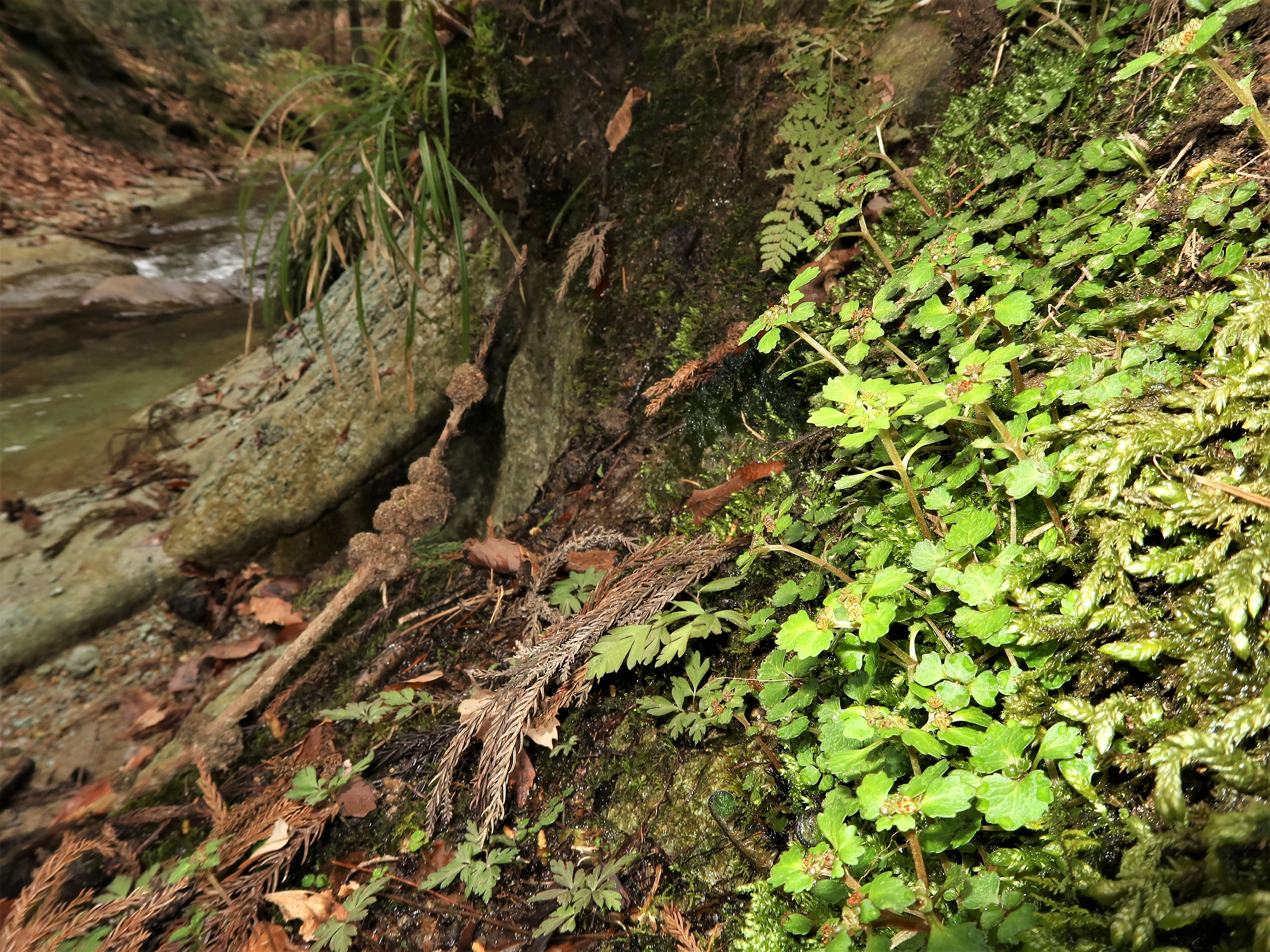
沢の脇の陰湿地に生育する。

## 下位分類
- ミチノクネコノメソウ Chrysosplenium kamtschaticum Fisch. ex Ser. var. aomorense (Franch.) H.Hara[6] - 基本種と比べて葉と苞にある鋸歯が目立つ。また、走出枝に先端のロゼットの他に1対の葉があり、その腋から枝をだす。裂開直前の葯は橙赤色または淡橙黄色となる。本州の深山の沢沿いの林下に生育する。しかし、基本種と明確に区分するのは困難とされる[4]。大井次三郎(1953)、および若林三千男(2001)は、基本種のチシマネコノメソウと区分していない[6]。The Plant List では、この変種名は、基本種のシノニム扱いとなっている[7]。
- トビシマネコノメソウ Chrysosplenium kamtschaticum Fisch. ex Ser. f. tobishimense Wakab.[8]